# Condado de Lexington
El condado de Lexington  (en inglés: Lexington County, South Carolina), fundado en 1804, es uno de los 46 condados del estado estadounidense de Carolina del Sur. En el año 2000 tenía una población de 28 818 habitantes con una densidad poblacional de 119 personas por km². La sede del condado es Lexington.

## Geografía
Según la Oficina del Censo, el condado tiene un área total de 1963 km² (757,9 mi²), de la cual 1810 km² (698,8 mi²) es tierra y 153 km² (59,1 mi²) es agua.

### Condados adyacentes
- Condado de Richland este
- Condado de Orangeburg sureste
- Condado de Calhoun sureste
- Condado de Aiken suroeste
- Condado de Saluda oeste
- Condado de Newberry noroeste

## Demografía
En el 2000 la renta per cápita promedia del condado era de $44 659, y el ingreso promedio para una familia era de $52 637. El ingreso per cápita para el condado era de $21 063. En 2000 los hombres tenían un ingreso per cápita de $36 435 contra $26 387 para las mujeres. Alrededor del 9.00% de la población estaba bajo el umbral de pobreza nacional.

## Lugares

### Ciudades y pueblos
- Batesburg-Leesville (Parte)
- Cayce
- Chapin
- Columbia (Parte)
- Gaston
- Gilbert
- Irmo (Parte)
- Lexington
- Oak Grove
- Pelion
- Pine Ridge
- Red Bank
- Seven Oaks
- South Congaree
- Springdle
- Summit
- Swansea
- West Columbia